# Kurzkettenverzweigung
Kurzkettenverzweigungen sind Seitenketten einer Polymerkette, die nicht an jeder Monomereinheit zu finden sind. Des Weiteren sind Kurzkettenverzweigungen „kurz“ (unter 10 Struktureinheiten), was sie von Langkettenverzweigungen unterscheidet.
Die Definition von „kurz“ ist, dass diese keinesfalls lang genug sind, um verschlauft zu sein. Die NMR kann typischerweise Seitenketten mit maximal sechs Kohlenstoffatomen eindeutig von längeren unterscheiden.

## Synthese
Kurzkettenverzweigungen treten vor allem bei den Untergruppen von Polyethylen LDPE und LLDPE auf.
- Im Falle von LDPE entstehen 2–5 Mol-% Butyl-Seitenketten (Kurzkettenverzweigungen) durch den sog. Backbitingprozess, bei dem das endständige Radikal einer wachsenden Kette das sechstletzte C-Atom derselben Kette angreift und somit das Radikal auf jenes überträgt.
- Bei LLDPE entstehen die Kurzkettenverzweigungen durch die Copolymerisation von Ethen mit anderen α-Olefinen, meist Buten, Hexen und Octen. Durch den Einbau von zwei Kohlenstoffen pro Monomer in die Hauptkette sind die entstehenden Kurzkettenverzweigungen 2 C-Atom kürzer als das verwendete α-Olefin.

## Auswirkung
Kurzkettenverzweigungen bilden bei der Kristallisation eine sterische Behinderung, die zu einem Absinken der Kristallinität führt. Damit lassen sich die Kristallinität und die mechanischen Eigenschaften eines Polymers (v. a. eines LLDPEs) gezielt einstellen. Ein Comonomergehalt von 5 Mol-% Octen führt bei LLDPE zu einem Absinken der Kristallinität von ca. 60 % (bei einem Ethenhomopolymer) auf etwa 35 %. Der Schmelzpunkt sinkt dabei von 135 °C auf ca. 105 °C. Die Steifigkeit eines solchen Materials nimmt um etwa den Faktor 10 ab. Des Weiteren ist eine solche Type fast nicht mehr opak, sondern allenfalls noch leicht milchig.
Comonomergehalte von über 10 Mol-% führen i. d. R. zu amorphen LLDPEs, die bei Raumtemperatur als Schmelze vorliegen und damit nicht mehr als Strukturwerkstoff einsetzbar sind.
Da Kurzkettenverzweigungen nicht verschlauft sind, ist die Auswirkung auf das Verarbeitungsverhalten gering. Kurzkettenverzweigungen führen zu einer höheren Temperaturabhängigkeit der Viskosität und zu einer leicht geringeren Viskosität bei hohen Scherraten, da die Kurzkettenverzweigungen die Verschlaufungsdichte verringern.